# Белые розы (песня)
«Белые розы» — песня советской группы «Ласковый май». Музыка и слова Сергея Кузнецова.

## История создания
По словам Сергея Кузнецова, песня была написана им  в подпитии в 1986 году.
Как автор утверждал спустя более чем 25 лет после создания песни, цветы в ней являются аллегорией людей, которых бросают после того, как их использовали и больше они не нужны.
По словам Сергея Кузнецова, песня была написана им на следующее утро после первого выступления группы «Ласковый май», которое было приурочено к Новому 1987 году. К тому концерту Кузнецов написал для группы и отрепетировал с ней несколько песен, и именно тогда группа получила и своё название — перед самым выходом на сцену её решили назвать «Ласковый май», так как ничего более подходящего подобрать не смогли. Когда Кузнецов возвращался с концерта домой, ему в голову пришла фраза «белые розы». На следующее утро он взял красную ручку и за 15 минут написал песню. Как он говорил в 2013 году, оригинал до сих пор сохранился у него дома. Юрию Шатунову, который эту песню (как солист «Ласкового мая») первым исполнил, было тогда 13 лет.

## Популярность
На советском Центральном телевидении клип на песню «Белые розы» впервые был показан в январе 1989 года в выпуске передачи «Утренняя почта». Сам клип был снят в конце 1988 года. Песня произвела огромный эффект: группа «Ласковый май» мгновенно стала всенародной сенсацией, её песни начали звучать повсюду.
В конце 1980-х песня также была очень популярна в Польше. Опять пережила волну популярности она в начале 2008 года — после того, как её на Новый 2008 год в транслировавшемся сразу на двух центральных польских телевизионных каналах новогоднем концерте исполнила популярная певица Наташа Урбаньская. Популярность песни в Польше до сих пор высока: её ставят в ресторанах и т. п. На польском языке её спел и Андрей Разин, также он её поёт на концертах группы «Ласковый май», её поют и другие солисты группы. Также песню исполняла группа «Стекловата» и другие группы и солисты студии Сергея Кузнецова (автора хита).
В июле 2008 года украинская группа «ТиК» выпустила украиноязычную версию песни «Белые розы» под названием «Білі троянди», которая впоследствии попала в их альбом «Тихий».
В России песня популярна до сих пор. В частности, она стала выбором телезрителей на одном из выпусков телепрограммы «ДОстояние РЕспублики» на «Первом канале» (в 2009 году).
Кавер этой песни исполнили множество артистов, в том числе Михаил Шуфутинский.

## Влияние
Появилась группа «Белые розы», Сергей Минаев и Владимир Маркин сделали пародию на эту песню — «Белые козы». В одной из композиций группы «Серебряная свадьба» используется музыкальная фраза из песни «Белые розы».
В 2019 году Дима Билан выпустил песню «Про белые розы», текст которой отсылает не только к «Белым розам», но и к другим популярным песням конца 1980-х — начала 1990-х годов. Позже её перепел Юрий Шатунов.

## Список композиций
7-дюймовый виниловый сингл на 33⅓ об/мин («Мелодия» — С62 28083 003)
Музыка и слова всех песен Сергея Кузнецова.
| №  | Название     | Длительность |
| -- | ------------ | ------------ |
| 1. | «Белые розы» | 5:48         |

| №  | Название     | Длительность |
| -- | ------------ | ------------ |
| 1. | «Седая ночь» | 6:55         |

## Чарты

### Итоговые чарты за год
| Чарт (1988)        | Список или номинация                | Поз. |
| ------------------ | ----------------------------------- | ---- |
| «Звуковая дорожка» | Список самых популярных песен года  | 10   |
| Чарт (1989)        | Список или номинация                | Поз. |
| Хит-парад ТАСС     | Двадцатка лучших песен года         | 4    |
| «Звуковая дорожка» | Номинация «Непопулярная песня года» | 1    |